# Tappfläckat videfly
Tappfläckat videfly, Fissipunctia ypsillon, är en fjärilsart som först beskrevs av Michael Denis och Ignaz Schiffermüller 1775.  Enligt Artfakta ingår tappfläckat videfly i släktet Fissipunctia men enligt Catalogue of Life tillhör arten istället släktet Apterogenum. Enligt båda källorna tillhör arten familjen nattflyn, Noctuidae. Arten är reproducerande i både Sverige och Finland och populationerna är bedömda som livskraftiga, LC. Inga underarter finns listade i Catalogue of Life.

## Bildgalleri

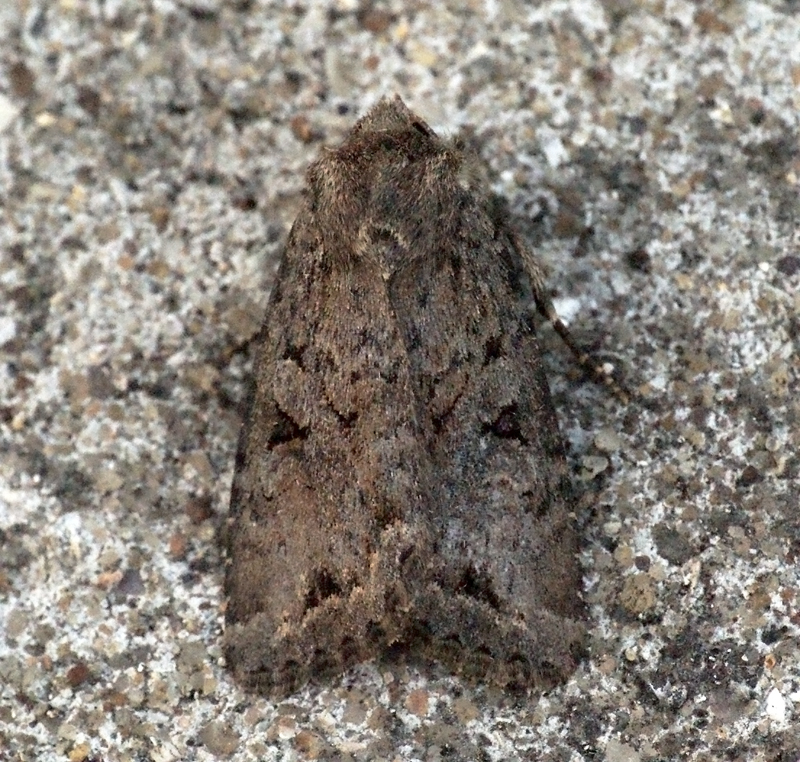
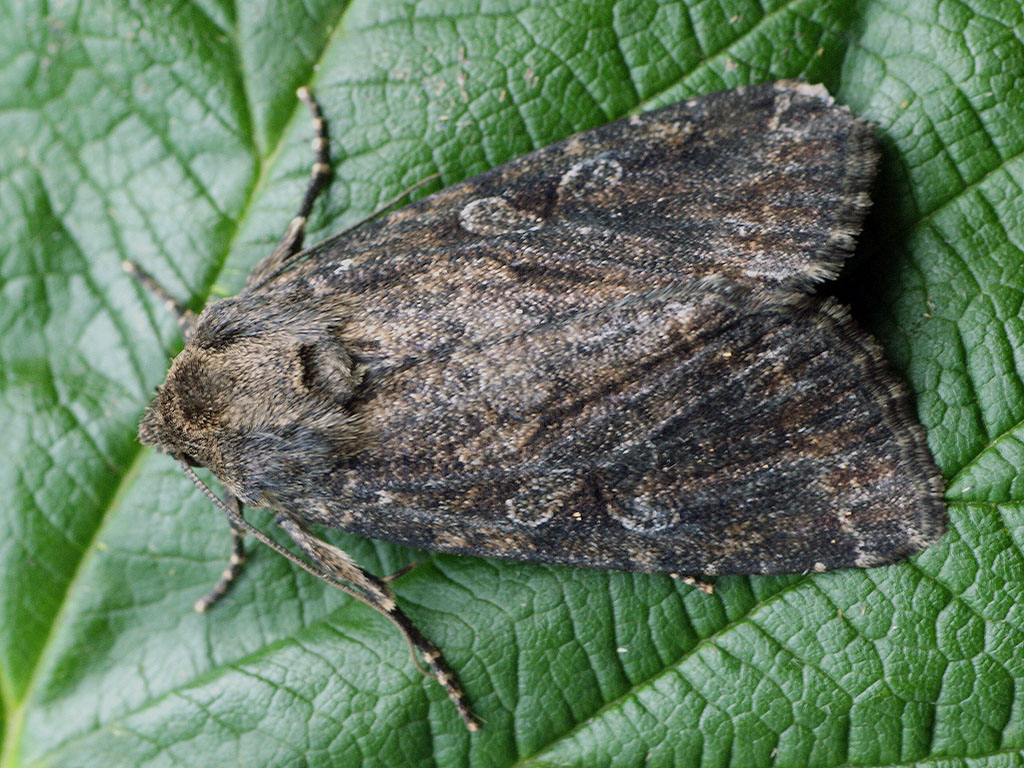
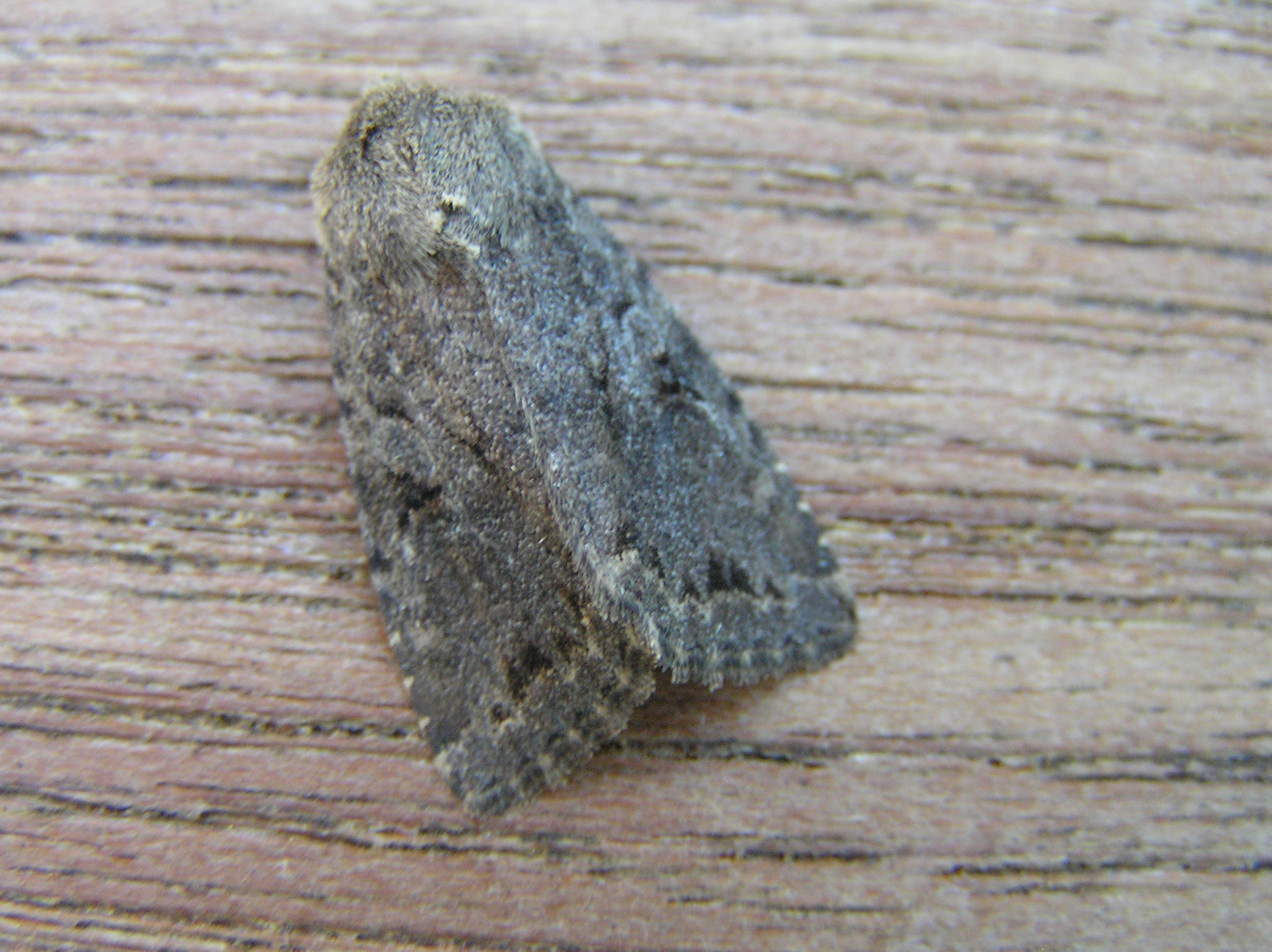
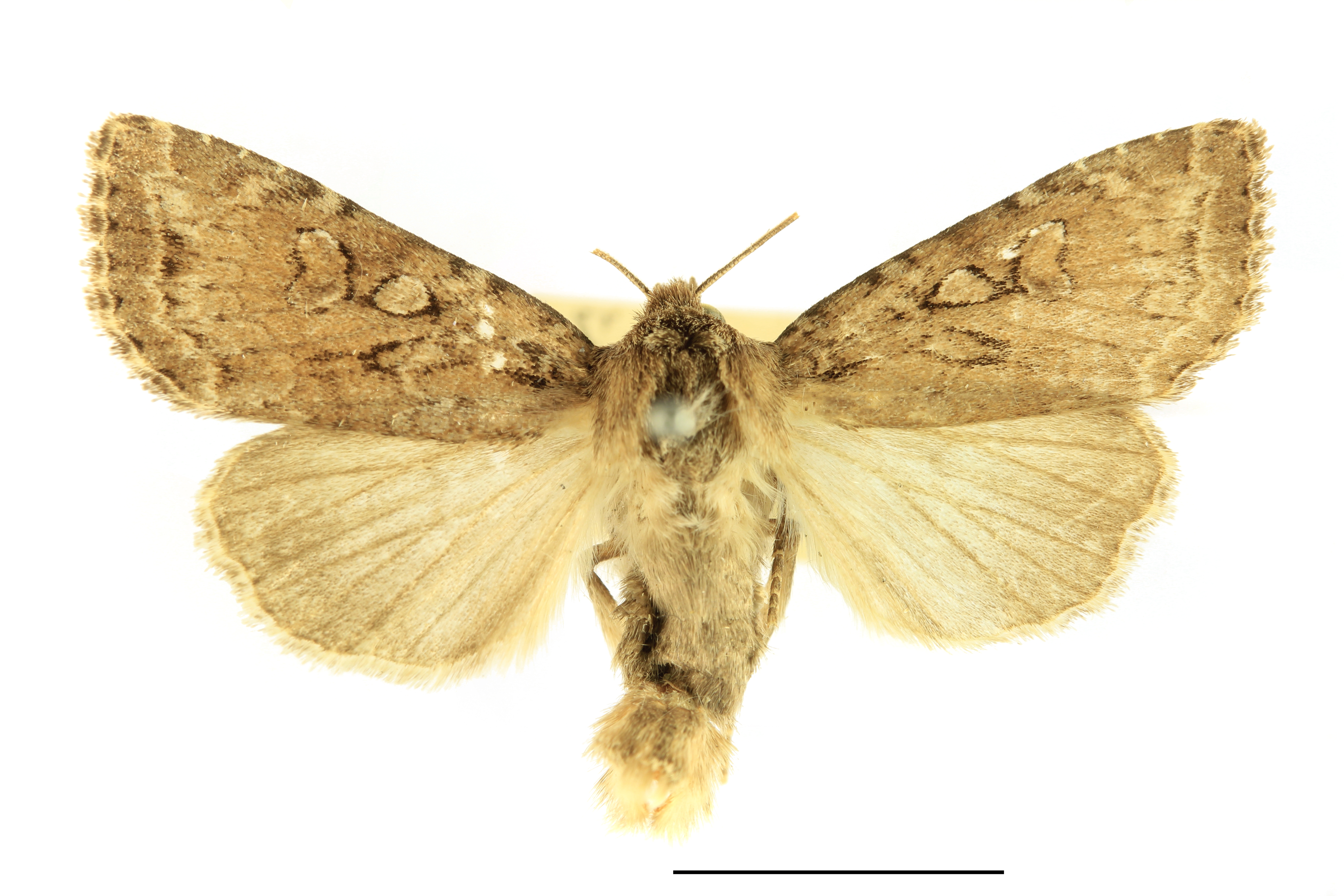